# Cantone di Baïse-Armagnac
Il Cantone di Baïse-Armagnac è una divisione amministrativa dell'arrondissement di Condom, nella regione Occitania.
È stato costituito a seguito della riforma approvata con decreto del 26 febbraio 2014, che ha avuto attuazione dopo le elezioni dipartimentali del 2015.

## Composizione
Comprende i 15 comuni di:
- Ayguetinte
- Beaucaire
- Béraut
- Blaziert
- Castelnau-sur-l'Auvignon
- Castéra-Verduzan
- Caussens
- Condom
- Lagardère
- Larroque-Saint-Sernin
- Maignaut-Tauzia
- Roquepine
- Saint-Orens-Pouy-Petit
- Saint-Puy
- Valence-sur-Baïse